# Sebright

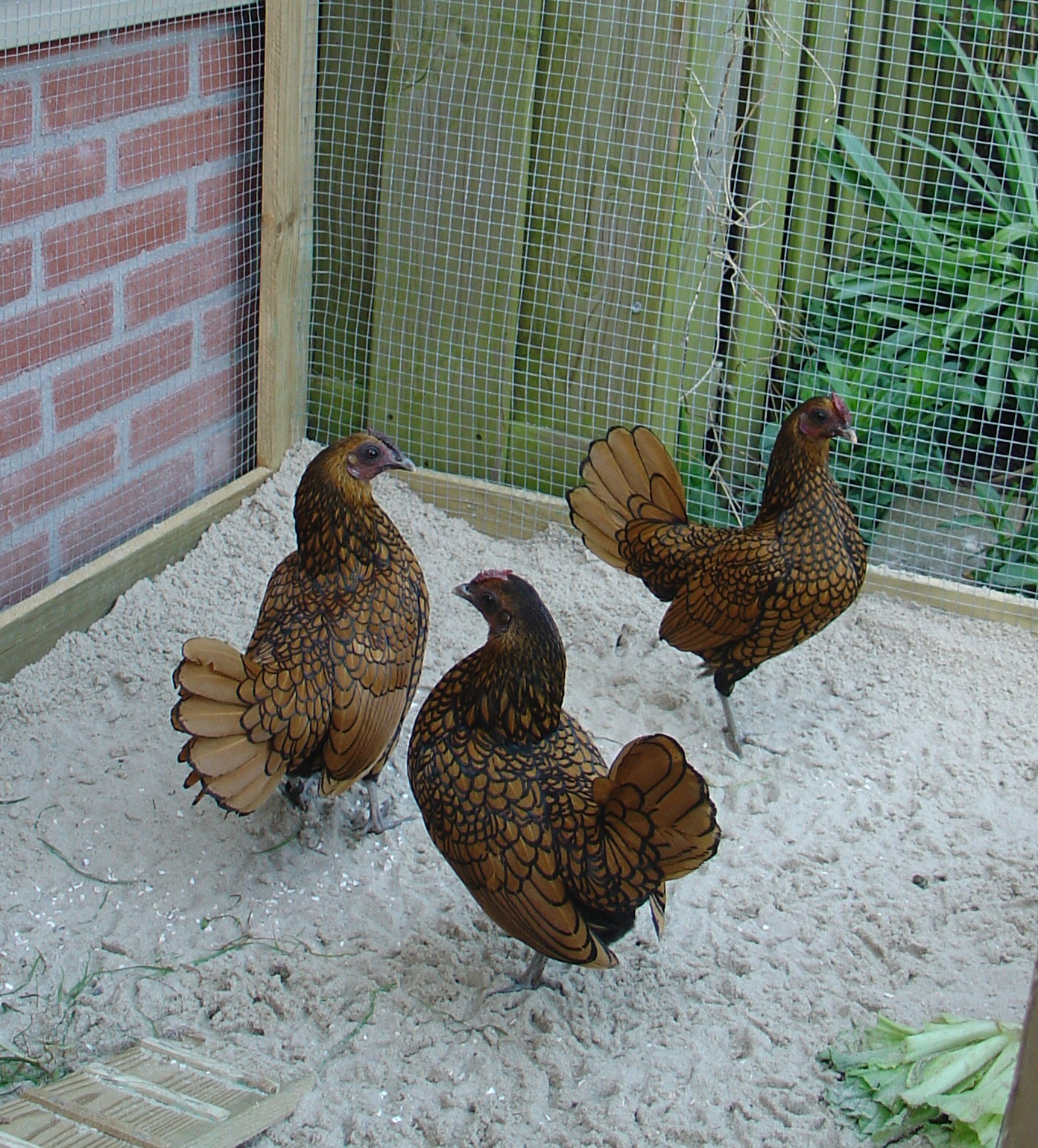
Sebright

De Sebright is een kippenras. De Sebright is als origineel krielras rond 1800 in Engeland ontstaan, gefokt door Sir John Sebright, een Engels parlementslid en dankt daaraan zijn naam. Het is niet geheel duidelijk uit welke rassen de Sebright is gefokt. Er bestaat van dit ras geen grote uitvoering.

## Eigenschappen
De hanen wegen ongeveer 675 gram, de hennen zo'n 100 gram minder, waarmee ze beschouwd worden als een van de kleinste krielhoenders. Bijzonder is dat de hanen van dit ras hennevederig zijn, dat wil zeggen dat ze dezelfde kleur en tekening hebben als de hennen, waarbij de voor hanen zo kenmerkende sierbevedering ontbreekt. De purperachtige kam is bij dit ras een rozenkam waarbij de doorn recht naar achteren steekt. De kleur van de ogen is donkerbruin tot bruinzwart.
Het ras wordt beschouwd als een sierras, de hennen leggen alleen in het seizoen, in totaal slechts zo'n 70 eieren per jaar. De eieren zijn tussen de 25 en 30 gram zwaar. Over het algemeen worden ze niet broeds en voor de fok is het meestal nodig om de eieren onder een broedse hen van een ander ras te leggen dan wel in de broedmachine uit te laten broeden.
Sebright zijn levendige kippen die makkelijk tam worden, ze zijn onderling zeer verdraagzaam.

## Kleurslagen
Er zijn vier erkende kleurslagen: goud/zwartgezoomd, zilver/zwartgezoomd, citroen/zwartgezoomd en geel/witgezoomd. Er worden pogingen gedaan om door kruising met andere rassen ook de kleur blauw/zwart- of witgezoomd te creëren. Intussen is uit de kruising van geel/witgezoomd met citroen/zwartgezoomd de kleur (citroen-)geelgezoomd ontstaan, deze kleur is echter nog niet erkend.
Door kruising met een zwarte kip is in Nederland in een eerder stadium al een nieuwe variant van dit ras ontstaan dat dezelfde uiterlijke eigenschappen van de Sebright laat zien, maar zonder de kenmerkende zwarte, witte of gele omzoming van elke veer.
Dit ras wordt de Eikenburger kriel genoemd en komt voor in twee erkende kleurslagen, zwart en wit.